# Atto d'amore (telenovela)
Atto d'amore - Un sogno nel cuore (Barriga de Aluguel, letteralmente "maternità surrogata") è una telenovela brasiliana in 243 episodi scritta da Gloria Perez e trasmessa da TV Globo tra il 20 agosto 1990 e il 1º giugno 1991 . In Brasile la serie divenne oggetto di alcune polemiche per via della trattazione di temi delicati come appunto la surrogazione di maternità.

## Trama
Ana e Zeca sono una giovane coppia sposata da otto anni e senza figli. Dopo diversi tentativi infruttuosi di rimanere incinta, la donna riceve una triste notizia dal dottor Álvaro Baronni, un medico rinomato: non potrà procreare. Egli le suggerisce allora di tentare la via della maternità surrogata.
Clara è una ragazza poverissima che vive in una favela a Inhaúma. Per contribuire al sostentamento della famiglia lavora di giorno come commessa in una panetteria e di notte come ballerina in un locale a Copacabana. Venuta a sapere del problema di Ana, si offre di prestarle il suo utero in cambio di 20 000 dollari.
Durante la gravidanza, Clara viene improvvisamente colta dal sentimento della maternità, avvertendo un sentimento di affetto per il bambino che aspetta. Dopo un complicato parto naturale che la lascerà sterile, Clara rifiuta di consegnare il bambino alla coppia, fuggendo con lui. La polizia si mette sulle sue tracce e la arresta sotto l'accusa di rapimento. Con l'aiuto di amici e familiari, Clara trova un avvocato. Fa causa alla coppia per non essere stata pagata e inizia una battaglia legale per la custodia del bambino. Un colpo di scena si ha quando Zeca, il padre biologico del bambino, si innamora di Clara; ciò sconvolge profondamente Ana, che lotterà per riavere marito e figlio al suo fianco.

## Diffusione nel mondo
La telenovela è stata trasmessa in oltre 30 Paesi. In Italia giunse nel 1992, acquistata da Rai 2, che ne mandò in onda solo due episodi a causa dei modesti ascolti. Venne interamente trasmessa da RTSI dal 6 settembre 1993 al 13 maggio 1994 con il titolo Un sogno nel cuore. In seguito fu diffusa da diverse TV locali con il titolo Atto d'amore - Un sogno nel cuore.

## Colonna sonora
La sigla iniziale della telenovela è Aguenta Coração, interpretata da José Augusto; nell'adattamento in lingua italiana della telenovela, il brano è stato sostituito da Atto d'amore interpretato da Al Bano e Romina Power.